# 彎嚼龍屬
彎嚼龍屬（屬名：Angulomastacator）是鴨嘴龍科恐龍的一屬，生存於白堊紀晚期的北美洲。
目前只有發現一個標本。正模標本（TMM 43681–1）是一個部分左上頜骨。這塊上頜骨的前端往下彎曲，高達45度角，上面的齒列也跟者彎曲，與其他近親不同。由於上頜骨的獨有特徵，研究人員提出阿古哈組的恐龍已發展出地方特殊性。化石發現於美國德州大彎曲國家公園的阿古哈組（Aguja Formation）的上層，該地層的上方緊鄰
Javelina地層。研究人員根據相同年代的火成岩，認為該處的地質年代為白堊紀晚期（坎帕階），約7,690萬前。由於化石發現處是個頁岩層，並發現零碎的植物、動物、貝類化石，該地點被認為是個小型河道的沉積層。
彎嚼龍被歸類於賴氏龍亞科，牠們是一群缺乏中空頭冠的鴨嘴龍類恐龍。模式種是達氏彎嚼龍（A. daviesi），是在2009年被敘述、命名。屬名意為「彎曲的咀嚼者」，意指上頜的彎曲形狀，也意指化石發現處的大彎曲國家公園。種名則是紀念Kyle L. Davies，他最早在1983年於阿古哈組發現賴氏龍亞科化石。
如同其他鴨嘴龍科恐龍，彎嚼龍是種大型、植食性恐龍，可採二足或四足方式行走，嘴部有多排可持續生長、替換的牙齒。